# Station Blaydon
Blaydon is een spoorwegstation van National Rail in Gateshead in Engeland. Het station is eigendom van Network Rail en wordt beheerd door Northern Rail. 